# Waterloo (Indiana)
Waterloo es un pueblo ubicado en el condado de DeKalb en el estado estadounidense de Indiana. En el Censo de 2010 tenía una población de 2242 habitantes y una densidad poblacional de 497,78 personas por km².

## Geografía
Waterloo se encuentra ubicado en las coordenadas 41°25′55″N 85°1′43″O / 41.43194, -85.02861. Según la Oficina del Censo de los Estados Unidos, Waterloo tiene una superficie total de 4.5 km², de la cual 4.5 km² corresponden a tierra firme y (0%) 0 km² es agua.

## Demografía
Según el censo de 2010, había 2242 personas residiendo en Waterloo. La densidad de población era de 497,78 hab./km². De los 2242 habitantes, Waterloo estaba compuesto por el 95.27% blancos, el 0.49% eran afroamericanos, el 0.13% eran amerindios, el 0.04% eran asiáticos, el 0% eran isleños del Pacífico, el 1.65% eran de otras razas y el 2.41% pertenecían a dos o más razas. Del total de la población el 3.84% eran hispanos o latinos de cualquier raza.